# Сен Жером (Квебек)
Сен Жером (фр. Saint-Jérôme) је град у Канади у покрајини Квебек. Према резултатима пописа 2011. у граду је живело 68.456 становника.

## Становништво
Према резултатима пописа становништва из 2011. у граду је живело 68.456 становника, што је за 7,4% више у односу на попис из 2006. када је регистровано 63.729 житеља.
| 2006.  | 2011.  |
| ------ | ------ |
| 63.729 | 68.456 |